# Trichomachimus curtusus
Trichomachimus curtusus là một loài ruồi trong họ Asilidae. Trichomachimus curtusus được Lehr miêu tả năm 1989. Loài này phân bố ở vùng Cổ Bắc giới.